# Fibroblasti associati al tumore
I fibroblasti associati al tumore o FAT (nella letteratura scientifica internazionale denominati Cancer-associated Fibroblasts o CAFs) sono fibroblasti attivati presenti nel microambiente del tumore.
Essi assolvono a numerose funzioni che sono volte a garantire la maturazione e il trofismo di cellule tumorali. Di seguito qualche esempio:
- secrezione di molecole solubili (es. fattori di crescita come VEGF, PDGF, FGF o citochine) che stimolano la proliferazione del neoplasma;
- modifica del microambiente del tumore (es. rimodellando la matrice extracellulare attorno ad esso o modulandone il pH);
- stimolazione dell'angiogenesi (favorendo così il metabolismo del tumore e dunque la sua proliferazione o favorendo processi di metastatizzazione, rilasciando in circolo le cellule tumorali circolanti).[1][2]

La resistenza delle cellule tumorali ai chemioterapici è in parte aumentata per mezzo dei FAT. Questa è una delle motivazioni principali per cui queste popolazioni cellulari sono ampiamente studiate per la progettazione di farmaci antitumorali.
I FAT sono molto numerosi nel microambiente tumorale e la loro morfologia è abbastanza complessa; il loro numero non può diminuire in quanto essi sono resistenti ai segnali pro-apoptotici. Nello specifico, essi sono molto abbondanti nello stroma del tumore.
Si differenziano dai fibroblasti normali per mezzo di numerose caratteristiche:
|                   | Fibroblasti Normali | Fibroblasti Associati al Tumore (FAT) | Fonti             |
| ----------------- | --- | --- | ----------------- |
| Origine staminale | Cellula staminale Mesenchimale | Eterogenea: - Cellula staminale mesenchimale; - Fibroblasto pre-esistente (la maggior parte dei FAT); - Fibrocita maturo; - Miofibroblasti; - Fibrocellule muscolari lisce; - Periciti | [ 3 ] [ 5 ] [ 4 ] |
| Funzione          | Turnover cellulare dei connettivi (es. rimodellando la matrice extracellulare) Riparazione in seguito a ferite/infiammazione (es. secernendo proteine fibrose come collagene, glicosamminoglicani, glicoproteine) | - Trofismo del tumore; - Angiogenesi - Modifiche del microambiente tumorale - Favorire fenomeni di resistenza a chemioterapici                                                         | [ 7 ] [ 8 ]       |

## Marcatori molecolari dei FAT
I CAFs producono un certo numero di proteine che consentono ad un clinico o ad un ricercatore di risalire all'origine della cellula. Non ci sono proteine "specifiche" dei CAFs ma solo dei gruppi di proteine che sono indicativi dell'origine staminale dei CAFs. Questi marcatori possono risultare utili nel riconoscimento dei FAT o nel determinarne la loro densità. Pertanto possono essere usati sia come fattori diagnostici e prognostici (negativi).
| Nome del marcatore                                                           | Funzioni                                                                          |
| α-actina (α-SMA) del muscolo liscio                                          | Marcatore dei miofibroblasti                                                      |
| Fibroblast activation protein (FAP, proteina di attivazione dei fibroblasti) | Marcatore dei miofibroblasti                                                      |
| Tenascina-C                                                                  | Regola l'adesione delle cellule tumorali durante l'invasione                      |
| Periostina                                                                   | Prodotta in seguito al processo di riparazione tissutale.                         |
| Neuron glial antigen-2 (NG2)                                                 | Associato ai periciti che possono originare in qualche caso fibroblasti.          |
| Vimentina                                                                    | Proteina associata alla membrana plasmatica                                       |
| Desmina                                                                      | Marcatore della maturazione dei vasi sanguigni (manifestazione dell' angiogenesi) |
| Platelet derived growth factor receptor-α e β (PDGFR α e β)                  |                                                                                   |
| Fibroblast specific protein-1 (FSP-1)- S100A4                                | Miofibroblasti e fibroblasti che originano i CAF                                  |
| ASPN                                                                         | Nuovo potenziale marcatore dei CAF                                                |
| STC1                                                                         | Nuovo potenziale marcatore dei CAF                                                |

I marcatori dei CAFs sono simili a quelli di altre cellule associate al tumore ma allo stesso tempo, sono caratterizzati dalle seguenti proprietà:
- eterogeneità di comportamento (es. nella loro espressione);

- eterogeneità di genotipo e struttura.[16]

Nel 2017 un gruppo di ricercatori svedesi ha provato a classificare da un punto di vista molecolare i FATs in base ai livelli di espressione dei loro marcatori. Essi hanno scoperto dei pattern di espressione a volte coincidenti, a supporto della teoria che vi sono degli stadi di transizione o di potenziale pluripotenza che permettono di discernere dei fibroblasti normali da quelli attivati (con funzione di cellule progenitrici). 
Difatti, affinché i FATs possano acquisire funzioni pleotropiche (es. stimolanti il tumore o inibenti il tumore) essi devono acquisire una certa plasticità cellulare.

### Marcatori negativi
Sono stati scoperti anche dei marcatori negativi dei FAT: essi non posseggono la citocheratina e CD3. Questo li consente di discernere da cellule endoteliali o epiteliali.

## Origini potenziali

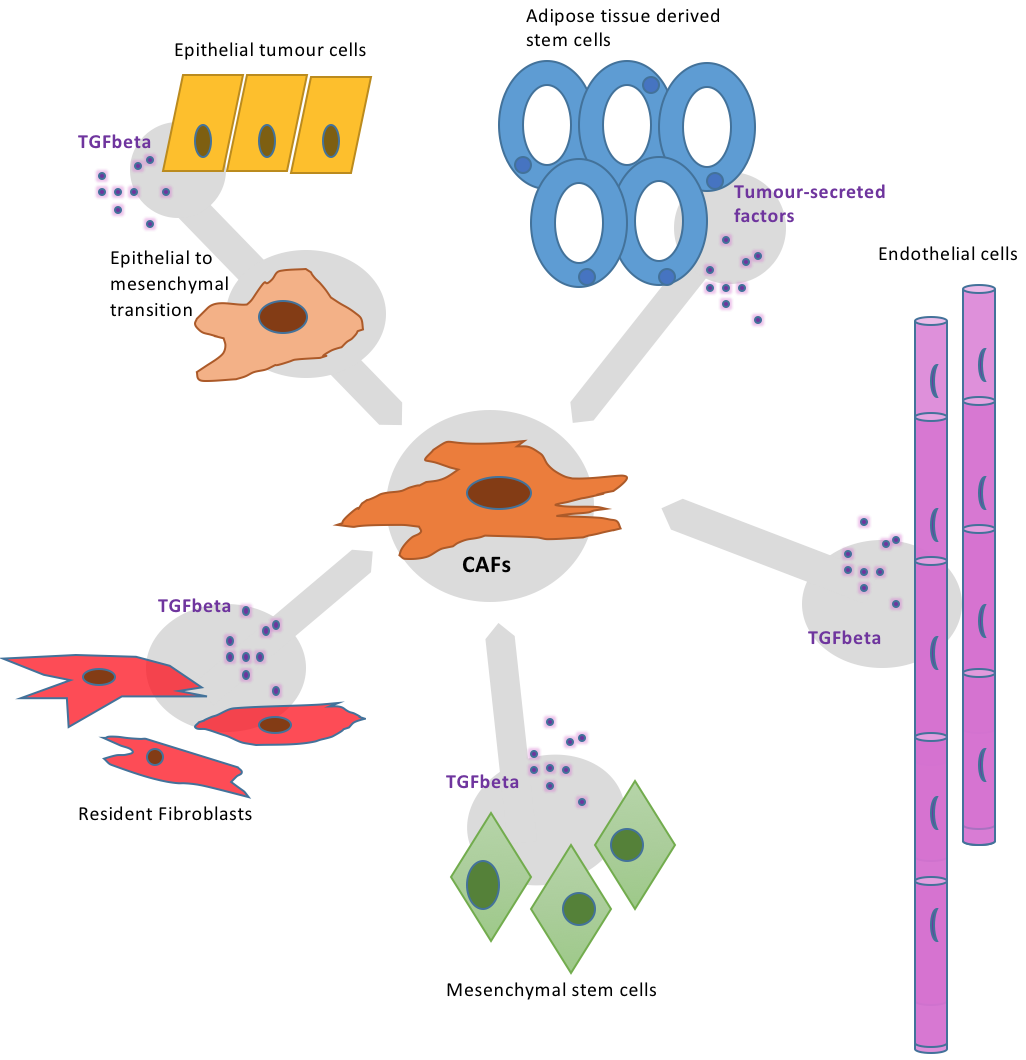
Origine dei CAFs(Cancer-associated fribroblasts, modificato dal Journal of Seminal Cancer Biology, 2014)

L'origine dei CAF è diversa a seconda dell'istotipo tumorale e dalla sede di origine di questi, e può essere ampiamente separata in 4 categorie. L'origine di ogni tipo di CAF ha un ruolo nel determinale la funzione di quella cellula specifica.

### Categoria 1: da cellule residenti
Questi CAF derivano da fibroblasti vicini al tumore che in passato ha secreto fattori di crescita cancer derived. Questo processo è simile a quello dell'infiammazione attiva con la differenza principale che nel cancro, i fibroblasti non possono essere più "deattivati". Ecco perché i tumori sono stati anche definiti come "ferite che non guariscono".” Si crede che la maggior parte dei CAFs sorga da cellule fibroblastiche differenziate già residenti.
I fibroblasti normali infatti riconoscono un segnale ormonale secreto dalle cellule vicine, che ne inducono l'attivazione e la trasformazione in CAFs. Non è ancora chiaro il motivo perché avvenga questa transizione, anche se una prima risposta deriva da esperimenti in cui ibroblasti in vitro si trasformavano in CAFs in seguito ad aggiunta in coltura del TGF-beta.  TGF- beta è anche il fattore che regola l'attivazione dei fibroblasti durante l'infiammazione.

### Reclutamento da altri siti
I CAFs possono anche essere reclutati da una sorgente remota, come il midollo osseo.

### Differenziazione
I CAFs possono anche derivare dalla differenziazione di altri citotipi come le MSCs (cellule staminali mesenchimali) per mezzo dei processi di trans-differenziazione; o cellule endoteliali o epiteliali (mediante transizione epitelio-mesenchima).
È stato suggerito che i CAFs sono meglio concettualizzati come uno "stato cellulare".  È stato scoperto chel a trans-differenziazione dei FAT puossa essere causata anche da fattori epigenetici.

## Ruolo nel cancro

### Fattore prognostico e diagnostico
In generale, la presenza e la densità dei FAT costituisce un fattore prognostico negativo per il paziente. La loro presenza tuttavia può essere sfruttata come marcatore diagnostico per evidenziare forme tumorali a stadi precoci. 
La presenza della podoplanina nei CAFs ad esempio costituisce un fattore prognostico negativo in pazienti con adenocarcinoma polmonare e allo stesso momento permette al clinico di diagnosticare il tumore ad uno stadio precoce.
Negli adenocarcinomi esofagei, i FAT rilasciano la proteina della matrice extracellulare "periostina" e promuovono la crescita cellulare tumorale per mezzo di vie di segnalazione paracrine. 
Ad ogni modo, il blocco di specifici recettori (integrine) e di alcune vie di segnalazione può sopprimere l'invasione delle cellule tumorali.
I FAT possono essere usati anche come fattore prognostico negativo nei cancri della bocca: più sono densi e più negativa sarà la prognosi, soprattutto nel calcolo della sopravvivenza a  anni. 
In questo caso, uno studio ha dimostrato anche una correlazione con il sesso: il sesso femminile è un fattore di rischio, i maschi sono più protetti daglieffetti dei FAT.

### Effetti sulle cellule tumorali
I FATs possono anche promuovere la crescita del tumore attraverso meccanismi differenti:
1. Indirettamente, mediante angiogenesi e metastatizzazione e fenomeni di evasione immunitaria
2. Direttamente, stimolando nella cellula tumorale delle vie di segnalazione che favoriscono la tumorigenesi.

Essi possono distruggere la normale funzione cellulare, come ad esempio la regolazione del ciclo cellulare o la regolazione della morte cellulare programmata; o possono comunicare con altre cellule circostanti per stimolarle ad esercitare azioni pro-neoplastiche.
È stata inoltre scoperta un'azione preferenziale dei CAF nei confronti di alcune cellule tumorali. Ad esempio, i CAF associati al carcinoma mammario secernon citochine che stimolano nel neoplasma una maggiore produzione e  metabolismo di enzimi che sintetizzano androgeni..Inoltre, sempre in questo tumore, i CAFs inducono il rilascio di fattori di crescita come FGF e HGF che a loro volta stimolano l'iperproliferazione delle cellule epiteliali del parenchima mammario. Possono inoltre inddurre EMT (transizioni epitelio-mesenchima) e rimodellamento della ECM (matrice extracellulare) favorendo così la progressione del tumore. FSP1, secreto dai FAT promuove la crescita del tumore modulando il suo microambiente (tumour microenvironment, TME). Altri CAFs riciclano i sottoprodotti del metabolismo anaerobio reindirizzandoli verso altre vie metaboliche finalizzate a sostenere la crescita delle cellule tumorali.

### Angiogenesi
L'angiogenesi è una condizione necessaria per il trofismo e lo sviluppo del tumore. Qualora non riuscisse ad ottenere il giusto rifornimento di sangue, andrebbe incontro a morte cellulare e dunque a fenomeni di regressione tumorale. I fattori angiogenetici come il vascular endothelial growth factor (VEGF), stromal cell-derived factor 1 (SDF-1), fibroblast growth factor (FGF) e il platelet-derived growth factor (PDGF) sono ampiamente espressi dai CAF per incoraggiare il processo di crescita di nuovi vasi sanguigni. Alcuni di questi fattori possono inoltre reclutare cellule che sono vitali per il processo angiogenico; ad esempio SDF-1 attrae cellule endoteliali derivate da staminali del midollo osseo.

### Metastasi
I FAT favoriscono la metastatizzazione del tumore in diversi modi. Prima di tutto, essi possono alterare l'espressione genica ad esempio favorendo una maggiore espressione di proteine coinvolte nelle vie di segnalazione cellulare, come ad esempio la  heat shock factor 1 (HSF1). Possono anche interferire con la funzione di geni tumoresoppressori, come la proteina tumorale p53, che porta ad elevate frequenze di porliferazioni cellulari disgregando i meccanismi di controllo del ciclo cellulare.. Inoltre i CAF posseggono la capacità di degradare proteine della matrice extracellulare e membrana basale portando così alla disgregazione della struttura normale permettendo alle cellule di muoversi via dalla loro regione primaria. il gruppo di proteine conosciuto come metalloproteinasi della matrice svolgono un ruolo chiave per questo processo. I CAF possono inoltre reindirizzare il movimento di cellule neuplastiche tramite la via di segnalazione di Rho creando delle vere e proprie "tracce" per il movimento di queste cellule nella matrice.

### Chemioresistenza
In alcuni casi, la presenza dei CAF è associata a chemioresistenza. Un esempio di resistenza correlata ai FAT è quella da funzionare come "competitori" del farmaco chemioterapico, ad esempio secernendo citochine o fattori di crescita o influenzando i citotipi circostanti al tumore a secernere fattori simili, ciò riduce l'efficacia del farmaco antitumorale.
Può esser fatto anche secernendo fattori antiapoptotici alterando l'ambiente cellulare (es. ph) per controbilanciare l'azione del farmaco. Un'altra forma di resistenza è quella contro i farmaci che modulano l'adesione cellulare delle cellule neoplastiche contro la matrice extracellulare o contro le cellule stromali.  Per esempio, la secrezione del TGF-beta permette alle cellule del tumore di ancorarsi più efficacemente alla matrice cellulare, favorendo così il fenomeno di resistenza contro farmaci chemioterapici.